# Agalliopsis neocervina
Agalliopsis neocervina är en insektsart som beskrevs av Kramer 1964. Agalliopsis neocervina ingår i släktet Agalliopsis och familjen dvärgstritar. Inga underarter finns listade i Catalogue of Life.